# Ojciec chrzestny Dominika
Ojciec chrzestny Dominika – drugi album solowy Józefa Skrzeka, nagrany całkowicie samodzielnie w przerwach między zobowiązaniami koncertowymi grupy SBB w studiu Polskiego Radia Opole (od marca 1979 do marca 1980). Płyta została wydana w 1980, nakładem wytwórni Polskie Nagrania „Muza” (SX 1967) we współpracy z Redakcją Muzyczną Programu III PR. Artysta zadedykował ją swojej matce Marii.
Zawiera ona dwie długie suity, kompozycji Józefa Skrzeka do tekstów Juliana Mateja, tj. Zaćmienie słońca i Toczy się koło historii, które należą do klasyki polskiego rocka progresywnego, zaś album Ojciec chrzestny Dominika to jeden z najważniejszych projektów w całym bogatym dorobku artystycznym śląskiego muzyka.
Pierwsza reedycja kompaktowa krążka, pojawiła się na rynku w 2002 roku (CD, Golland – 101 / Polskie Nagrania „Muza” – SX 1967), zaś kolejne ukazały się nakładem wydawnictw: Polskie Nagrania „Muza” (w 2005), Metal Mind Productions (w 2007 i 2009) i Gad Records (26 sierpnia 2022), wzbogacony o unikatowe bonusy z tychże sesji nagraniowych oraz nagranie z programu telewizyjnego Muzyczne Forum.

## Historia
Materiał, który znalazł się na krążku, Józef Skrzek nagrywał przez blisko rok w czasie wolnym od koncertów jego grupy SBB. Muzyk zadał sobie wiele trudu i zastosował techniki wielośladowych nakładek instrumentów w około dwudziestominutowych kompozycjach. 
W jednym z wywiadów, wspominał, iż naprawdę został ojcem chrzestnym Dominika w pewnej pracowni Artystów malarzy na Śląsku. W dorosłym życiu jest on operatorem kamery w Telewizji Polskiej. 
Niemniej jednak, historia opowiedziana na płycie Ojciec chrzestny Dominika to w jakimś stopniu alter ego życia samego Skrzeka. Zwłaszcza część o dzieciństwie, przypominająca żywot dziecka z familoków. Zresztą tytuł tego albumu jako centralną postać określa nie Dominika, a Ojca Chrzestnego. Podobnie jak na Pamiętniku Karoliny, artysta widzi życiowe cykle jako koło zataczające okrąg, o czym mówi tytuł drugiej suity zawartej na płycie, a mianowicie Toczy się koło historii.

## Lista utworów
Strona A
1. „Zaćmienie słońca” (muz. Józef Skrzek – sł. Julian Matej) – 19:18[1]

Strona B
1. „Toczy się koło historii” (muz. Józef Skrzek – sł. Julian Matej) – 19:59[1]

Bonusy na reedycji kompaktowej, wydanej nakładem wydawnictwa Metal Mind Productions w 2007 (MMP CD 0536) i 2009 (MMP CD 0536 DG)
1. „Szczęśliwi z miasta N.” – 4:57
2. „Andantino X107” – 5:00
3. „Etiuda rodzinna” – 3:07
4. „Słodkie oczekiwanie” – 4:13
5. „Owoc miłości” – 4:51
6. „Przejście przez czas” – 5:00

- Muzyka: Józef Skrzek
- Nagrano: Kwiecień 1978, PR Opole (3–4) – w 1979 roku utwory te wydano na singlu Tonpress (S-123)[5]
- Niepublikowane utwory, zarejestrowane w PR Opole w latach 1978–1979 (5-8)

Bonusy na reedycji kompaktowej, wydanej nakładem wydawnictwa Gad Records (GAD CD 215) w 2022 roku
1. „Zaćmienie słońca (organ solo I)” – 3:37
2. „Toczy się koło historii (excerpt, „Muzyczne Forum” tv special, 1981)” – 4:35
3. „Zaćmienie słońca (organ solo II)” – 1:17
4. „Zaćmienie słońca (organ solo III)” – 2:36
5. „Toczy się koło historii (first instrumental mix)” – 10:40

## Twórcy[3]
- Józef Skrzek – śpiew, fortepian, pianino Fendera, clavinet D6, polymoog, minimoog, micromoog, sonic six-moog, davolisint, SLM Concert Spectrum, gitara basowa, japońskie bandżo, gitara, gitara dwunastostrunowa, organy, organy Hammonda, elektryczna gitara hawajska, harmonijka ustna, kontrabas, marimba, perkusja, kotły, talerze orkiestrowe, gong, trójkąt, tamburyno, cowbell, aplauz

oraz
- Władysław Gawroński – realizacja dźwięku
- Renata Szybka – asystent realizatora
- Edward Spyrka – reżyser nagrania
- Józef Skrzek – remiks końcowy
- Tomasz Sikora, Marcin Mroszczak – projekt graficzny

## Reedycja Gad Records (2022)[potrzebnyprzypis]
- Michał Wilczyński – producent reedycji
- Łukasz Hernik – współproducent
- Przemysław Pomarański – obróbka zdjęć